# 이고르 모로조브
이고르 모로조프(에스토니아어: Igor Morozov, 1989년 5월 27일 탈린 ~ )는 에스토니아의 전 축구 선수로, 현역 시절 포지션은 수비수였다.
에스토니아 대표팀에서 13경기 출전했다.